# Xã Connelly, Quận Wilkin, Minnesota
Xã Connelly (tiếng Anh: Connelly Township) là một xã thuộc quận Wilkin, tiểu bang Minnesota, Hoa Kỳ. Năm 2010, dân số của xã này là 116 người.